# Ukrajinsk
Ukrajinsk (ukrainisch Українськ; russisch Украинск Ukrainsk) ist eine Stadt in der ukrainischen Oblast Donezk mit etwa 3.000 Einwohnern (2024).

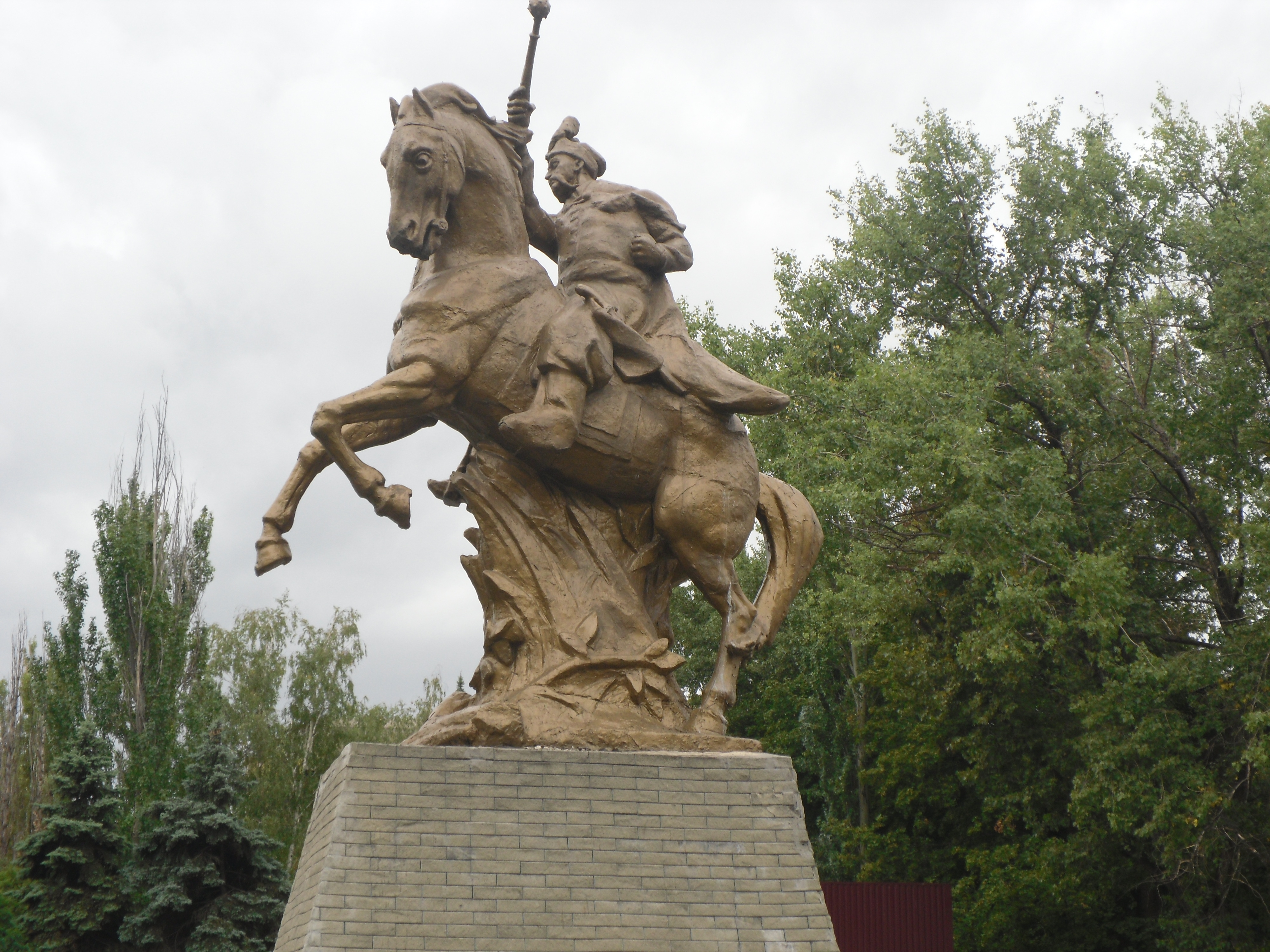
Denkmal im Ort

Ukrajinsk wurde 1952 als Arbeitersiedlung Lessowka (Лесовка) des Kohlebergwerks Ukrajinsk gegründet und erhielt 1963 den Stadtstatus und den Namen des benachbarten Bergwerks. 1970 hatte die Stadt eine Einwohnerzahl von über 20.000 die bis 2015 auf unter 12.000 gesunken ist.
Ukrajinsk liegt im Donbass, die Stadt Selydowe liegt 10 km nördlich, das Oblastzentrum Donezk befindet sich 45 km südöstlich.
Am 12. Juni 2020 wurde die Stadt ein Teil der neugegründeten Stadtgemeinde Selydowe, bis dahin war sie Teil der Stadtratsgemeinde Selydowe unter Oblastverwaltung im Süden des ihn umgebenden Rajons Pokrowsk.
Am 17. Juli 2020 wurde der Ort selbst ein Teil des Rajons Pokrowsk.
Am 18. September 2024 meldeten russische Militärblogger und Medien nach einer erfolgten Umzingelung eine Einnahme der nahezu unzerstörten Kleinstadt, nachdem mithilfe geolokalisierter Aufnahmen festgestellt wurde, dass die russische Flagge bei der Mine in der Nähe angebracht worden war. Gleichzeitig gingen die Angriffe auf das benachbarte Hirnyk weiter. Am 26. September meldete das russische Verteidigungsministerium die Einnahme der Stadt.